# Ritter (île)
Ritter (en anglais Ritter Island) est une île volcanique de Papouasie-Nouvelle-Guinée située en mer des Salomon. En forme de croissant, elle se trouve dans le détroit de Dampier, à environ cent kilomètres au nord-est de la Nouvelle-Guinée, entre l'île Umboi, l'île Sakar et la Nouvelle-Bretagne.

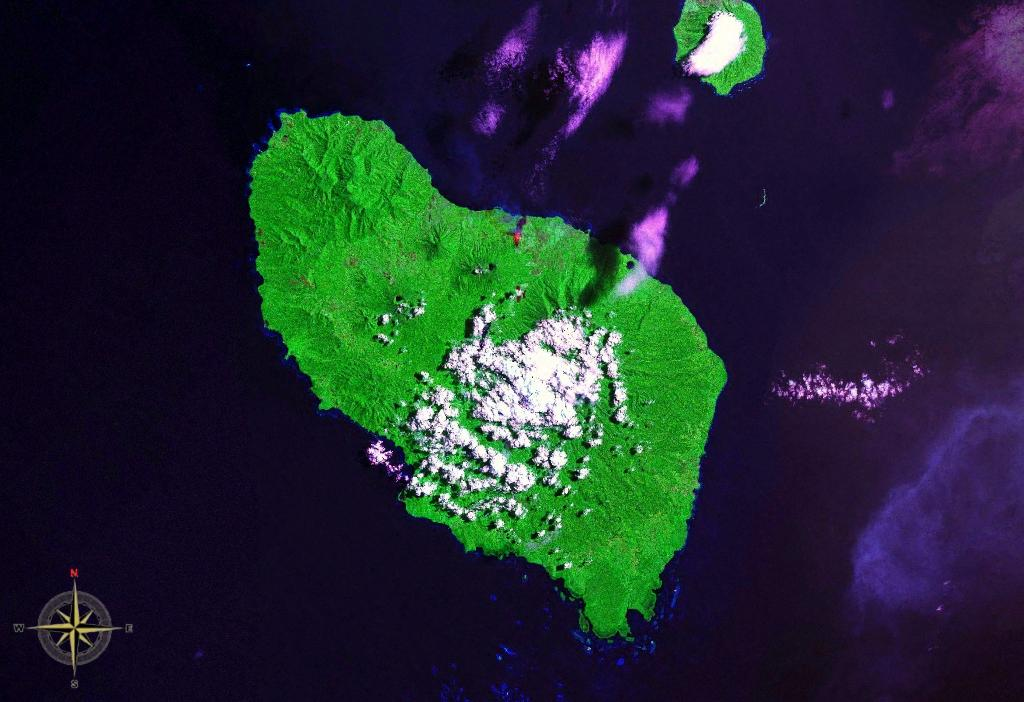
Image satellite en fausses couleurs de l'île Umboi (au centre), de l'île Sakar (en haut) et de Ritter entre les deux (quart-nord-est de l'image).